# Осовщина
Осо́вщина (бел. Асо́ўшчына) — деревня в составе Лудчицкого сельсовета Быховского района Могилёвской области Республики Беларусь.

## Население
- 2010 год — 9 человек